# Alwena
 (mars 2023).
Si vous disposez d'ouvrages ou d'articles de référence ou si vous connaissez des sites web de qualité traitant du thème abordé ici, merci de compléter l'article en donnant les références utiles à sa vérifiabilité et en les liant à la section « Notes et références ».
Alwena est un prénom féminin d'origine galloise. Alwena et son dérivé breton Alwenna sont fêtés les 28 janvier dans le calendrier breton. 

## Étymologie
Plusieurs hypothèses coexistent :
- Prénom dérivé du nom de la rivière Alwen au Pays-de-Galles ;
- Prénom dérivé du prénom breton Alc'houen, forme bretonne de Saint-Albin de Plogonnec ;
- Prénom dérivée de l'anglo-normand Alfwena.